# آپراکسی برونس
آپراکسی برونس (انگلیسی: Bruns apraxia) یا آتاکسی فرونتال یک آپراکسی راه رفتن است که در بیماران مبتلا به اختلالات دو طرفهٔ لوب پیشانی یافت می‌شود. این بیماری با ناتوانی فرد در شروع روند راه رفتن مشخص می‌شود، علیرغم اینکه قدرت و هماهنگی پاها در حالت نشسته یا دراز کشیده طبیعی است. پاها هنگام راه رفتن گشاد گشاد و با گام‌های کوتاه با تمایل به پَس افتادن است. آپراکسی برونس در ابتدا در بیماران مبتلا به تومورهای لوب پیشانی توصیف شد، اما در حال حاضر بیشتر در بیماران مبتلا به بیماری‌های مغزی-عروقی دیده می‌شود.
آپراکسی برونس نامش را از متخصص مغز و اعصاب آلمانی لودویگ برونس می‌گیرد.

## نشانه‌ها
برخلاف آتاکسی‌های مخچه‌ای، آپراکسی برونس بسیاری از ویژگی‌های آتاکسی لوب پیشانی را داراست که برخی یا همه آن‌ها وجود دارند:
- مشکل در آغاز حرکت
- تحرک‌پذیری ضعیف تنه
- افتادن فرد به دلیل اختلالات جزئی تعادل
- تا حد زیادی مانع پاسخ‌های وضعیتی می‌شود
- راه رفتن خاص آهن‌ربایی، ناتوانی در بلند کردن پا از روی زمین.
- گام‌های پهن، تعادل ضعیف در حالت ایستاده
- گام‌های کوتاه
- برای چرخیدن به عقب، چندین گام کوچک درجا باید بردارد

اغلب بیماران مبتلا به آتاکسی لوب پیشانی ممکن است تغییرات شناختی کوچکی را تجربه کنند که با اختلالات راه رفتن همراه است، مانند زوال لوب پیشانی، و حضور نشانه‌های مرتبط با لوب پیشانی (رفلکس کف پا). بی‌اختیاری ادرار نیز ممکن است وجود داشته باشد. آپراکسی برونس را می‌توان از آتاکسی پارکینسونی و آتاکسی مخچه‌ای از راه‌های مختلفی تشخیص داد. بیمارانی که معمولاً به آتاکسی پارکینسونی مبتلا هستند، معمولاً دارای لرزش‌های نامنظم بازو هستند، نشانه‌ای که معمولاً در آتاکسی فرونتال وجود ندارد. گام برداشتن در آتاکسی مخچه‌ای به‌طور چشمگیری متفاوت است، همراه با قرار دادن نامنظم پا و تلوتلو خوردن ناگهانی و کنترل نشده، که معمولاً مشخصه آپراکسی برونس نیست.
آتاکسی لوب فرونتال اغلب با آسیب به راه عصبی پیشانی-بصل‌النخاعی-مخچه‌ای (دستهٔ عصبی آرنولد) که لوب فرونتال را به مخچه متصل می‌کند، همراه است. این مسیر معمولاً اطلاعاتی را از نواحی قشر مغز به مخچه می‌فرستد، به ویژه اطلاعاتی که برای شروع حرکت برنامه‌ریزی شده استفاده می‌شود. بسیاری از متخصصان مغز و اعصاب آتاکسی لوب فرونتال را حقیقتاً یک آپراکسی می‌دانند، که در آن کنترل ارادی شروع حرکت به شدت مختل شده است، اما حرکت طبیعی زمانی که به‌طور غیرارادی یا انعکاسی برانگیخته شود، وجود دارد. این نشان می‌دهد که عملکرد مخچه دست‌نخورده است و علائم و نشانه‌های آپراکسی برونس به دلیل آسیب واقع در نواحی لوب پیشانی و مسیرهایی است که از آنجا به مخچه منتهی می‌شود.

## درمان
درمان آتاکسی لوب شامل برنامه‌های توانبخشی است که برای بهبود عملکرد کلی، افزایش قدرت و بهبود تعادل طراحی شده است. هدف نهایی افزایش درجه استقلال بیمار و در نتیجه بهبود کیفیت زندگی بیمار است. ورزش معمولاً با حرکات ساده شروع می‌شود و به تدریج به اقدامات پیچیده‌تر تبدیل می‌شود.